# ساتل (آرکانزاس)
ساتل (به انگلیسی: Suttle) یک منطقهٔ مسکونی در ایالات متحده آمریکا است که در شهرستان واشینگتن، آرکانزاس واقع شده‌است. ساتل ۴۳۲ متر بالاتر از سطح دریا قرار دارد.